# Lepanthes aubryi
Lepanthes aubryi är en orkidéart som beskrevs av Carlyle August Luer och H.P.Jesup. Lepanthes aubryi ingår i släktet Lepanthes och familjen orkidéer.
Artens utbredningsområde är Kuba. Inga underarter finns listade i Catalogue of Life.